# Edgar Carvajal Ramírez
Edgar Enrique Carvajal Ramírez (San Isidro de El General, Pérez Zeledón, 14 de diciembre de 1968) es un entrenador de fútbol costarricense. 
Como entrenador ha logrado cuatro títulos de Segunda División con AS Puma Generaleña y también obtuvo un ascenso a la Primera División en la Temporada 2013-14.

## Títulos

### Primer título
Carvajal logra su primer cetro al mando de AS Puma en junio de 2013 consagrándose campeón del Torneo de Clausura 2013 después de ganarle la final a la Universidad de Costa Rica ganando la ida 1-0 con gol de Luis González y obtener un idéntico marcador en el partido de vuelta con un solitario tanto de Diego Quesada.
Por ser la Universidad de Costa Rica el campeón del Torneo de Apertura 2012 obligó automáticamente a una final nacional entre ambos por el ascenso a Primera División, el cual lo logra el equipo académico tras imponerse 2-1 en la ida en el estadio Ecológico y sacar un empate 1-1 en la vuelta en el Valle de El General.

### Segundo título
En mayo del 2014 los Pumas vuelven a saborear las mieles del título nuevamente bajo la tutela de Edgar Carvajal logrando ganar el Torneo Apertura 2013 ante San Carlos doblegando a los Toros del Norte con un global de 3-1.
Los generaleños sacaron un empate 1-1 en la ida en el estadio Carlos Ugalde con gol de Aarón Navarro y posteriormente en la vuelta se impone 2-0 gracias a un tanto de Aarón Navarro y un autogol de Mario Bello.

### Tercer título
En el torneo siguiente, es decir el Torneo Clausura 2014 volvieron a coronarse otra vez bajo el mando de Edgar Carvajal, esta vez ante Juventud Escazuceña cayendo en la ida 1-0 en Escazú, pero logrando un 3-0 en la vuelta con anotaciones de Christian Bermúdez, Albán Gómez y Aarón Navarro.
De esta manera el equipo logra el ascenso a la Primera División de manera directa y así tomar el lugar que dejó el Puntarenas FC.

### Cuarto título
El cuarto título de Ramírez al mando de AS Puma lo logra en el Apertura 2015 ante Guanacasteca.
Los generaleños cayeron en la ida 2-1 en el estadio Chorotega, pero en el juego de vuelta logró triunfar 2-0 con anotaciones de Asdrúbal Gibbons y Anthony Calvo de penal, para ajustar un global de 3-2.

## Clubes
| Club               | País       | Año                   |
| ------------------ | ---------- | --------------------- |
| AS Puma Generaleña | Costa Rica | 2012-2014 ; 2015-2018 |
| Curridabat F.C     | Costa Rica | 2018-2020             |
| Municipal Garabito | Costa Rica | 2020 - 2022           |
| Quepos Cambute FC  | Costa Rica | 2023                  |

## Palmarés

### Títulos nacionales
| Título                         | Club               | País       | Año  |
| ------------------------------ | ------------------ | ---------- | ---- |
| Segunda División de Costa Rica | AS Puma Generaleña | Costa Rica | 2013 |
| Segunda División de Costa Rica | AS Puma Generaleña | Costa Rica | 2013 |
| Segunda División de Costa Rica | AS Puma Generaleña | Costa Rica | 2014 |
| Segunda División de Costa Rica | AS Puma Generaleña | Costa Rica | 2015 |